# Senán mac Geirrcinn
Senán mac Geircinn (fl. siglo VI) fue un prominente santo del Munster en la tradición irlandesa, fundador de Inis Cathaig (Scattery Island, Iniscathy) y patrón de los Corco Baiscinn y los Uí Fidgenti. Está incluido entre los doce apóstoles de Irlanda.

## Vida
Nació en 488 en un lugar conocido como Moylougha, aproximadamente cuatro millas al este de la actual Kilrush, condado de Clare, Irlanda. Según su vida en prosa, su madre entró en trabajo de parto mientras caminaba a través del bosque; cuando agarró una rama para sostenerse, se dice que floreció prediciendo las virtudes del santo. "Senan" en gaélico antiguo significa "pequeño viejo sabio". Se cree que puede haber obtenido su nombre del de un dios del río anterior cuyo nombre dio origen al del río Shannon. Era medio hermano materno de Conainne.
Todavía niño, Senan empezó a practicar y predicar la abnegación, una vez incluso reprobando a su madre por recolectar moras. Dios, le recordó, hizo tiempo para la abstinencia así como para el comer. El chiquillo prometió consagrar su vida a Dios después de un milagro en el estuario, donde un camino se abrió para él y el ganado que conducía, atrapados por la marea alta.
Estudió con un monje, llamado Casido (Colgan) de quien recibió el hábito y la tonsura monacales. De él aprendió las sagradas escrituras y las prácticas de la vida religiosa. Casido, viendo su gran disposición, decidió enviarle a un maestro mayor, con san Natal en Kilnamanagh, donde terminó sus estudios y fue ordenado sacerdote. Comenzó su carrera misionera fundando una iglesia cerca de Enniscorthy, en 510 (o 512), y la parroquia es todavía conocida como Templeshannon (Teampul Senain).

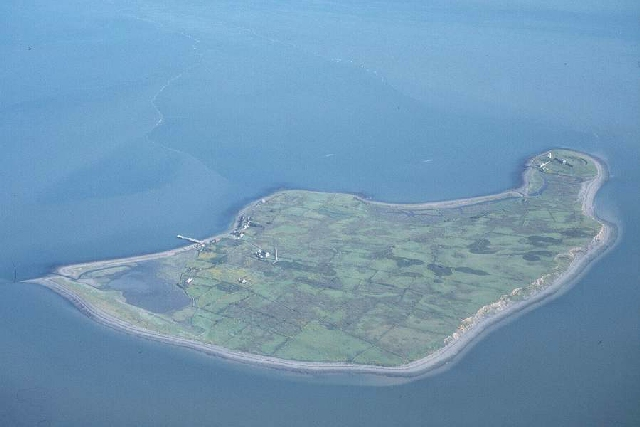
La isla Scattery desde el aire.

Senan era muy leído y un viajero excepcional para la época, viajando a Gran Bretaña (el pueblo de Senan en Cornualles), Francia (Plouzane en Bretaña puede ser traducido como la ciudad o iglesia de Senan) y Roma. Regresó a Irlanda aproximadamente en 520. Estudió en muchos monasterios en Irlanda, incluyendo  Glendalough y Kerry, fundó la abadía de Inishmore (o Deer) Island, dejando a San Liberio para presidirla. Aproximadamente en 534, fundó un monasterio con cinco iglesias y una torre redonda en Inis Cathaigh o la isla Scattery en la bahía del estuario del río Shannon, a solo 3 km de Kilrush. La regla del monasterio era extremadamente austera. Ciarán y Brandán, y otros hombres santos, que habían oído de su santidad y milagros, le visitaron para recibir orientación espiritual. La isla Scattery se convirtió no solo en una abadía famosa sino también en asiento de un obispado del que Senán fue su primer obispo.
Solo se permitían hombres en la isla Scattery mientras él estuvo allí, y la leyenda cuenta que cuando su hermana, Santa Conainne murió, ella pidió ser enterrada cerca de Senán. Para mantenerse fiel a sus propios edictos, Senan esperó hasta la marea baja para enterrarla en la zona intermareal, la cual no era oficialmente parte de la isla, cumpliendo así el deseo de su hermana, sin romper sus propias reglas.
Se dice que Senan murió el 8 de marzo de 544. Está enterrado en la isla Scattery, probablemente en Temple Senan.
El jefe Ollam de Irlanda, Dallán Forgaill, era su amigo y escribió un elogio sobre Senan titulado  "Amra Senáin".

## Senan y el "Cathach"
La leyenda dice que acabó con una enorme criatura marina que habitaba la isla y aterrorizaba a los lugareños.
Desde su niñez seguramente habría oído hablar sobre el ‘Cathach', la bestia que deambulaba y ocupaba la isla, tan temible y tan peligrosa que ni hombre ni animal osaban acercarse al lugar. Como le había sido revelado al hombre de Dios que este era el lugar donde tenía que trabajar y orar, fue allí, confiando en el poder y protección del Todopoderoso. A su llegada a la isla un arcángel dirigió a Senan hasta el cerro más alto desde donde fue capaz de localizar al Cathach. De frente ante el feroz animal, el santo hizo la señal de la cruz y le ordenó que se fuera.
Un jefe local contrató a un druida para hechizar a Senan, pero cuando el druida desembarcó en una isla cercana, un fuerte oleaje lo envolvió y le barrió a su muerte. Esta isla más pequeña es todavía señalada como Carraig un Draoi o The Druid  Rock, la cual puede ser vista durante la marea baja.
Es a veces confundido con Senan de Laraghbrine.

## Legado
Hay parroquias con su nombre en Enniscorthy, Kilrush, Shanagolden y en Shannon. La iglesia de San Senan está localizada en Inniscarra.
Una St. Senan  Primary School está localizada en Vinegar Hill, Enniscorthy. St. Senan National School está localizada en Shannon.
Su día, el 5 de marzo, es un día importante de peregrinación a Inis Cathaig.
El apellido 'Gilsenan' presente hasta la actualidad se cree es el de los seguidores de san Senan.